# كيريل بيريوكوف
كيريل بيريوكوف (بالروسية: Кирилл Игоревич Бирюков)‏ هو لاعب كرة قدم روسي في مركز الوسط، ولد في 30 أكتوبر 1992 في طشقند في أوزبكستان. لعب مع نادي خيمكي.

## وصلات خارجية
- كيريل بيريوكوف على موقع قاعدة بيانات كرة القدم.إي يو (الإنجليزية)
- كيريل بيريوكوف على موقع Soccerway.com (الإنجليزية)